# ستيفاني دي زورزي
ستيفاني يسابل دي زورزي لانديتا (بالإسبانية: Stephanie de Zorzi)‏ (من مواليد 20 يوليو 1993 في Turmero) عارضة أزياء وحاملة لقب ملكة جمال فنزويلية. مثلت ملكة جمال ولاية أراغوا في مسابقة ملكة جمال فنزويلا 2013 ، حيث فازت بلقب ملكة جمال فنزويلا تييرا 2013. شاركت ستيفاني في مسابقة ملكة جمال الأرض بعد عامين، حصلت على لقب ملكة جمال الأرض - مياه 2016 ، مما يجعل التاريخ هو أن تصبح فنزويلا الأكثر نجاحًا في مسابقة ملكة جمال الأرض - المياه مع خمسة تيجان بعد فوز دي زورزي.